# Catherine the Great (1995)
Catherine the Great is een televisiefilm uit 1995 gebaseerd op het leven van Catharina II van Rusland. De hoofdrollen worden vertolkt door Catherine Zeta-Jones als Catharina, Jeanne Moreau als keizerin Elisabeth en Omar Sharif als Aleksej Razoemovski.

## Verhaal
Een jonge Duitse prinses (Catherine Zeta-Jones) trouwt met de onvolwassen toekomstige tsaar Peter III (Hannes Jaenicke). Ze ontwikkelt zich geleidelijk tot een bekwame politicus en klimt op tot Catharina de Grote nadat ze haar man omverwerpt om haar Russische toekomst te omarmen.

## Rolverdeling
| Acteur               | Personage                   |
| -------------------- | --------------------------- |
| Catherine Zeta-Jones | Catharina                   |
| Paul McGann          | Potjomkin                   |
| Ian Richardson       | Vorontsov                   |
| Brian Blessed        | Bestoezjev                  |
| John Rhys-Davies     | Poegatsjov                  |
| Craig McLachlan      | Saltykov                    |
| Hannes Jaenicke      | Peter                       |
| Agnès Soral          | gravin Bruce                |
| Mark McGann          | Grigori Orlov               |
| Karl Johnson         | Sjeskovski                  |
| Stephen McGann       | Aleksis Orlov               |
| Veronica Ferres      | Vorontsova                  |
| Mel Ferrer           | patriarch                   |
| Jeanne Moreau        | keizerin Elisabeth Petrovna |
| Omar Sharif          | Razoemovski                 |
| Tim McInnerny        | gekke monnik                |
| Horst Frank          | Schwerin                    |
| Vernon Dobtcheff     | Narysjkin                   |
| Christoph Waltz      | Mirovitsj                   |